# Pedro Angulo Arana

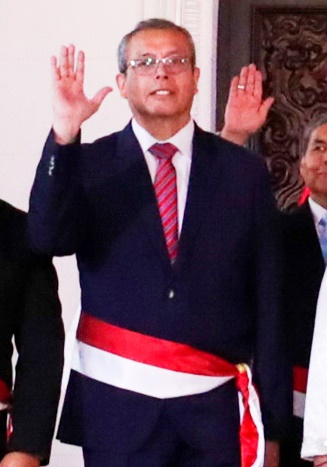
Pedro Angulo Arana (2022)

Pedro Miguel Angulo Arana (* 5. Februar 1960 in Lima) ist ein peruanischer Rechtsanwalt und Politiker, der vom 10. bis 21. Dezember 2022 unter der Präsidentschaft von Dina Boluarte als peruanischer Premierminister fungierte.

## Leben
Ausbildung
Angulo Arana erwarb seinen Bachelor-Abschluss in Kommunikationswissenschaften an der Nationalen Universität Federico Villarreal und erwarb später einen Master-Abschluss und einen Doktortitel in Rechtswissenschaften an der Nationalen Universität San Marcos.
Politische Karriere
Vor seiner Ernennung zum peruanischen Premierminister war Angulo als leitender Staatsanwalt tätig. Im November 2020 wurde er als Präsidentschaftskandidat der rechten Contigo-Partei für die peruanischen Parlamentswahlen 2021 nominiert, konnte sich jedoch nicht rechtzeitig für die Wahl melden.
Am 10. Dezember 2022 wurde Angulo von Präsidentin Dina Boluarte als peruanischer Premierminister vereidigt. Am 18. Dezember  entließ ihn Boluarte jedoch wieder, im Rahmen  einer Kabinettsumbildung.
Während seiner 10-tägigen Amtszeit als Premierminister machte Angulo kontroverse Aussagen, wie z. B. dass er bei den anfänglichen Protesten keine Gewalttaten gesehen habe und dass staatliche Gelder verwendet würden, um Leute zu bezahlen, die Schäden verursachen. Ein weiterer Kritikpunkt an Angulo war, dass er, obwohl sich die Proteste ausweiteten und hochrangige Beamte vor Ort sein mussten, Treffen in Lima den Vorzug gab.
Sein Nachfolger wurde am 21. Dezember Alberto Otárola.
Kontroverse
Im Jahr 2006 kritisierte die International Freedom of Expression Exchange (IFEX) Angulos Handeln als Staatsanwalt, da er einen Journalisten beschuldigte, Beweise zurückgehalten zu haben. IFEX erklärte, dass die Handlungen des Journalisten nach peruanischem Recht kein Verbrechen darstellten und dass er versucht habe, mutmaßliche Aufnahmen von César Almeyda, dem Chef des Nationalen Geheimdienstes,  zu verbreiten, wie er den General Óscar Villanueva erpresst habe.
Laut Voice of America wurde Angulo seit seiner Ernennung im Dezember 2022 mit 13 strafrechtlichen Ermittlungen konfrontiert, darunter Amtsmissbrauch, Missbrauch der öffentlichen Verwaltung, Missbrauch des öffentlichen Glaubens, Erpressung und anderen.
La República schrieb, dass Premierminister Angulo der sexuellen Belästigung weiblicher Assistenten und der Unterstützung der Aktionen von César Hinostroza, einem ehemaligen Verfassungsrichter, vorgeworfen wird, der illegal eine Richterin um einen Gefallen bat und danach aus Peru geflohen war.